# Clase 4011 de ÖBB
El Clase 4011 de ÖBB son trenes eléctricos pendulares de alta velocidad de unidades múltiples austriacos, en servicio de la Austrian Federal Railway (ÖBB). Se introdujeron en 2006, cuando ÖBB compró tres unidades alemanas Clase 411 de DBAG, comúnmente conocidas como ICE T, del primer lote de 32 pedidos originalmente por Deutsche Bahn (DB). Estas unidades se volvieron a numerar como clase 4011 en el esquema de numeración de ÖBB (a números de automóvil 4011 x90 a 4011 x92). Junto con 12 DB Class 411, forman un grupo para servicios de operación conjunta entre Alemania y Austria.

## Historial de servicio
En 2004, la ÖBB desarrolló planes para el funcionamiento de trenes ICE T en Austria y en octubre de 2005 realizó varios viajes de prueba con un tren clase 411 de DBAG. En febrero de 2006 se firmó el contrato de venta con Deutsche Bahn; Los trenes circularon a partir de diciembre en la línea nacional del Ferrocarril Occidental desde Viena a Linz y Salzburgo, y continuaron hasta Innsbruck y Bregenz, así como a nivel transfronterizo hasta Múnich, Alemania. 

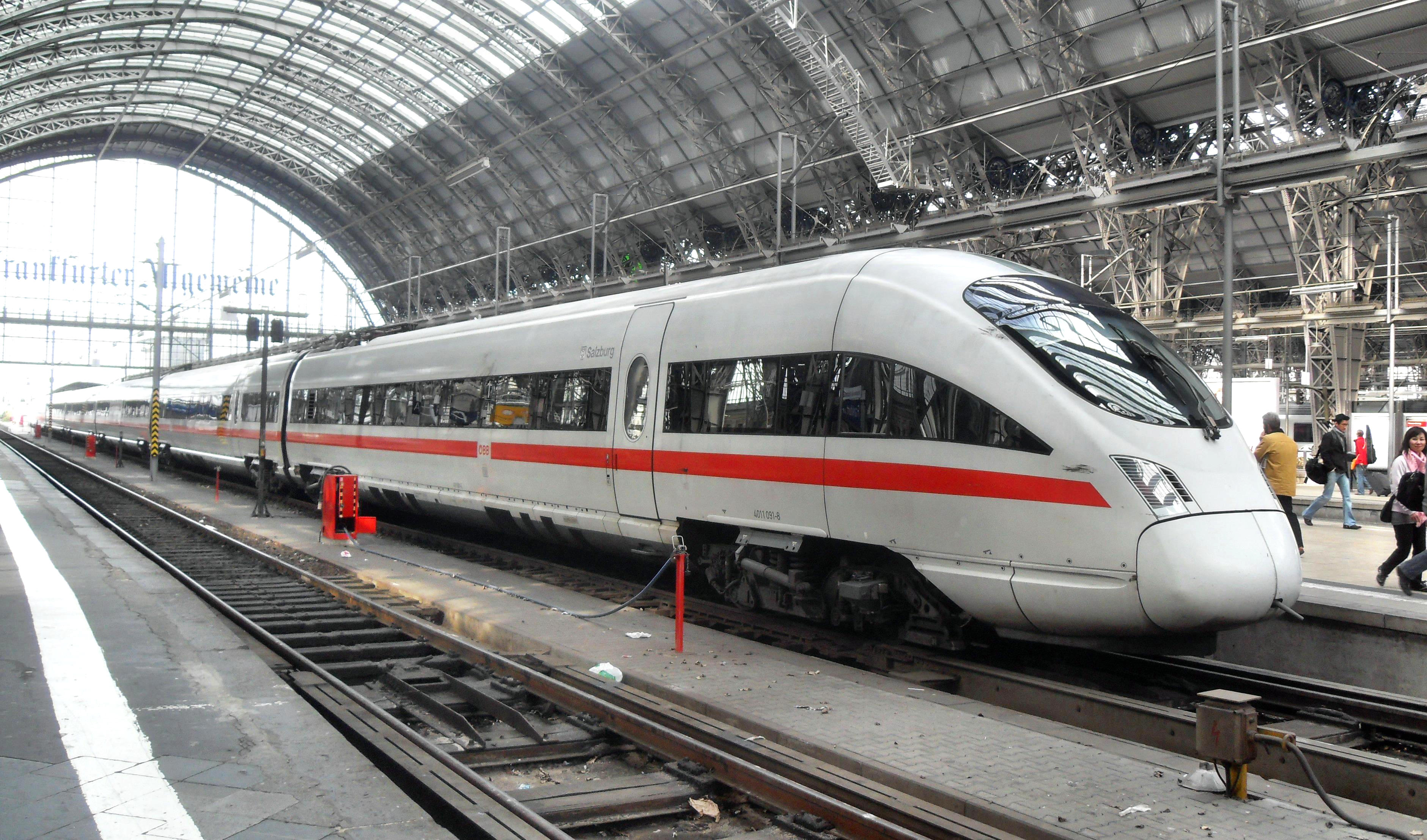
Tren en la Estación Central de Fráncfort del Meno.

Desde 2007, los trenes ICE T unen Viena con Fráncfort del Meno, cada dos horas en el marco de una empresa conjunta entre ÖBB y DB. El servicio de trenes de Viena a Bregenz y Múnich lo realiza actualmente la ÖBB Railjet.
Para operar en Austria, se modificaron las tres unidades múltiples de siete partes, incluidos los faros de matriz LED como en los trenes de la clase 411 del segundo lote, algunas actualizaciones de software y abrazaderas para el transporte de esquís. En el exterior, la marca distintiva más destacada de la clase 4011 de ÖBB son los logotipos de ÖBB que reemplazan a los de DB en los espacios de la franja roja a lo largo de los lados. Tanto para la clase 4011 de ÖBB como para la clase 411 de 12 DB equipada para funcionar en Austria, el logotipo de la otra empresa se muestra en gris debajo del logotipo de la empresa.